# نويل هوغان
نويل هوغان (بالإنجليزية: Noel Hogan)‏ عازف الجيتار في فرقة الكرانبيريز (The Cranberries). وهى فرقة روك بديل إيرلندية ظهرت إلى العلن في التسعينيات. منذ عام 2003 جميع أعضاء الفرقة بدؤوا بأعمال فردية، رغم أن الفرقة لم تعلن انفصالها.

## روابط خارجية
- نويل هوغان على موقع IMDb (الإنجليزية)
- نويل هوغان على موقع ميوزك برينز (الإنجليزية)
- نويل هوغان على موقع أول موفي (الإنجليزية)
- نويل هوغان على موقع أول ميوزيك (الإنجليزية)
- نويل هوغان على موقع ديسكوغز (الإنجليزية)
- نويل هوغان على موقع قاعدة بيانات الفيلم (الإنجليزية)
- نويل هوغان على موقع كينوبويسك (الروسية)